# Bierlhof (Trausnitz)
Bierlhof ist ein Ortsteil der Gemeinde Trausnitz im Landkreis Schwandorf.

## Geographie
Bierlhof liegt etwa 23 km westlich der Landesgrenze zu Tschechien im mittleren Oberpfälzer Wald, rund 2 km östlich der Ortschaft Trausnitz auf einer Höhe von 475 Metern. 500 m nördlich von Bierlhof befindet sich der Pfreimdtalstausee.

## Geschichte
Bierlhof, auch Unterbierlhof genannt, erscheint in den Urkunden als Bierlhof, Piehlhof, Pühlhof oder Bühlhof. An die im 11./12. Jahrhundert einsetzende Rodungswelle mit den richt- und -ried-Orten (Lampenricht, Trichenricht) schlossen sich die im 13./14. Jahrhundert entstandenen Ausbausiedlungen der -hofen und -hof-Orte an. Bernhof, Bierlhof und Atzenhof sind Beispiele dafür. Hans Adam von Sporneck, Hofmarksherr auf Trausnitz, Azen: und Pühelhof übersiedelte 1629 in den Wirren der Reformation mit seiner Frau nach Seubetenreuth bei Kulmbach, später nach Bayreuth. 1793 wurde Bierlhof an Theodor Marquard Freiherrn von Karg als oberpfälzisches Lehen vergeben. Bierlhof hatte 8 Anwesen und einen Wasenmeister.

## Steuerdistrikt und Gemeindebildung
Das Königreich Bayern wurde 1808 in 15 Kreise eingeteilt. Diese Kreise wurden nach französischem Vorbild nach Flüssen benannt (Naabkreis, Regenkreis, Unterdonaukreis usw.). Die Kreise gliederten sich in Landgerichtsbezirke. Die Bezirke wiederum sollten in einzelne Gemeindegebiete eingeteilt werden. 1811 wurde das Landgericht Nabburg in 58 Steuerdistrikte eingeteilt. Einer davon war Fuchsendorf, „bestehend aus den Dörfern Fuchsendorf, Atzenhof, dem unteren Bühlhof (= Bierlhof), dem Weiler Schweizerbach, der Einöde Bornmühle.“ Im Jahre 1828 gehörten zur Gemeinde Trausnitz die Ortschaften, Weiler und Einöden Atzenhof, Bierlhof (= Unterbierlhof) mit 3 Wohngebäuden, 3 Familien und 12 Einwohnern, Kaltenthal, Oberpierlhof, Ödmühl, Reisach, Schweizerbach und Trausnitz.